# Ораз-Аул
Ораз-Аул (рос. Ораз-Аул) — село у Шелковському районі Чечні Російської Федерації.
Населення становить 291 особу (2019). Входить до складу муніципального утворення Ораз-Аульське сільське поселення.

## Історія
Згідно із законом від 14 липня 2008 року органом місцевого самоврядування є Ораз-Аульське сільське поселення.

## Населення
| 1990 | 2002 | 2010 | 2012 | 2013 | 2014 | 2015 |
| ---- | ---- | ---- | ---- | ---- | ---- | ---- |
| 1081 | ↘418 | ↘303 | ↘299 | ↘279 | ↗291 | ↘284 |
| 2016 | 2017 | 2018 | 2019 |      |      |      |
| ↗290 | ↗295 | ↗300 | ↘291 |      |      |      |